# Telacanthura melanopygia
Telacanthura melanopygia là một loài chim trong họ Apodidae.